# De Moderne Tijd
De Moderne Tijd is een wetenschappelijk tijdschrift gewijd aan de negentiende eeuw en de eerste helft van de twintigste eeuw, vanuit multidisciplinair perspectief. Het tijdschrift wordt uitgegeven door de Maatschappij der Nederlandse Letterkunde. Het periodiek werd opgericht in 1977 onder de naam Documentatieblad Werkgroep De Negentiende Eeuw, onder meer door Marita Mathijssen. 
Momenteel fungeert Jan-Hein Furnée, hoogleraar aan de Radboud Universiteit Nijmegen als redactievoorzitter.